# Jan Weenix
Pour les articles homonymes, voir Jan Baptist Weenix.
Jan Weenix, ou Jan Weenix II (Amsterdam, 1640 ou 1641 – y enterré, le 19 septembre 1719) est un peintre, dessinateur et peintre de décors néerlandais (Provinces-Unies) du siècle d'or. Il reste connu comme l’un des meilleurs peintres de nature morte et parmi les plus prolifiques. Tout comme son père, Jan Baptist Weenix, il aborda des genres multiples, mais il doit surtout sa réputation à ses peintures de gibier mort et de scènes de chasse ; beaucoup de tableaux de ce type qui avaient été attribués à son père sont à présent considérés comme étant son œuvre.

## Biographie

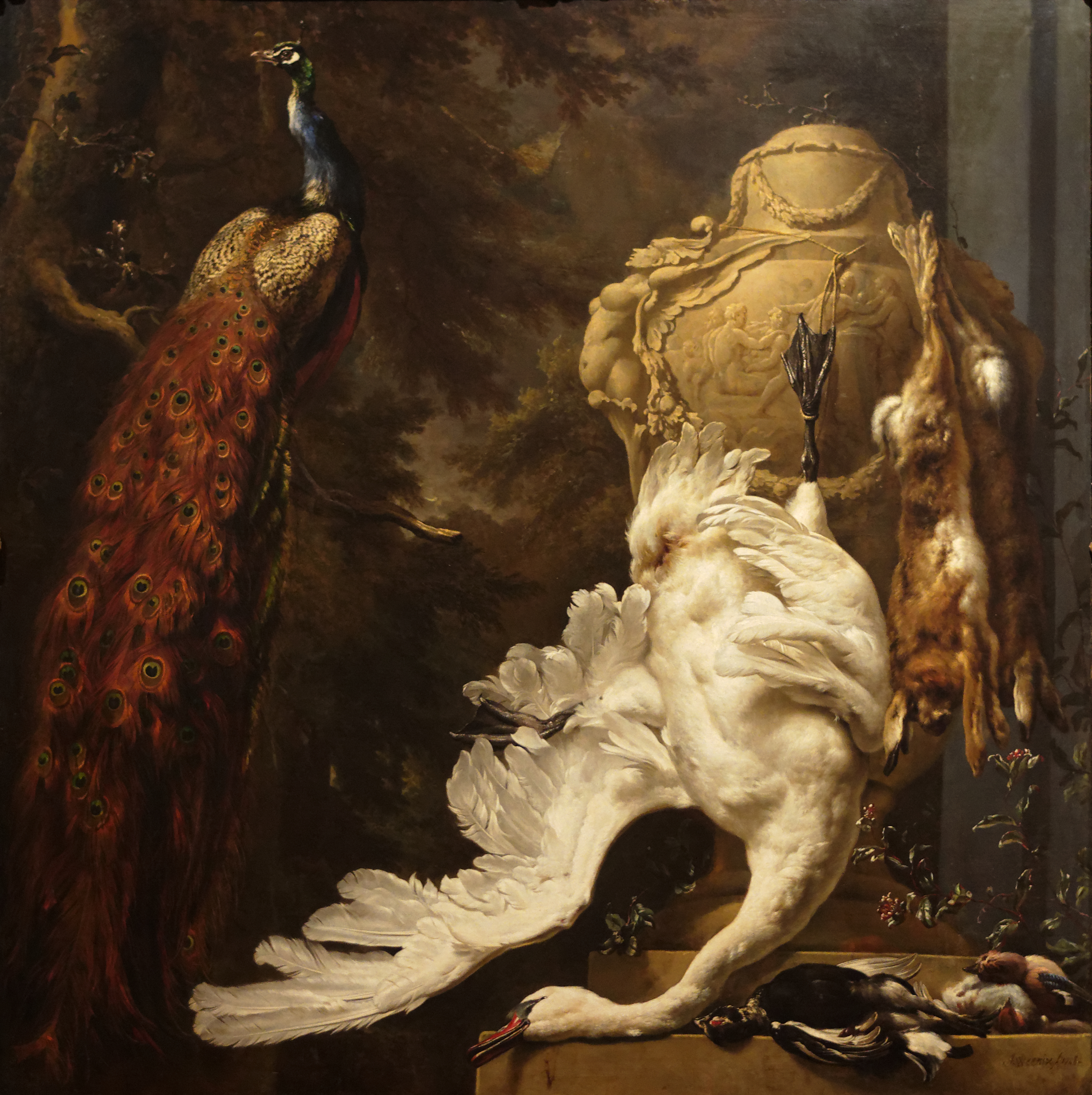
Paon et trophées de chasse, 1708. Musée Calouste-Gulbenkian, Lisbonne.

Des zones d’ombre subsistent concernant l’année exacte (1640 ou 1641) de la naissance de Jan Weenix, et visiblement lui-même l’ignorait. Sa mère, Josina (Josijntje), était la fille de Gillis Claesz. De Hondecoeter.
Alors qu’il est encore très jeune, son père, le peintre Jan Baptist Weenix, part pour Rome. Lorsqu'il revient au bout de quatre années, la famille déménage pour venir s'établir à Utrecht. En 1653, après le décès de son beau-père, Gijsbert De Hondecoeter, les enfants de ce dernier viennent habiter avec eux et, quelques années plus tard, vers 1656, la famille s'installe au château de Ter Mey, non loin d’Utrecht, un bâtiment aujourd'hui disparu.
À l’âge de 20 ans, Jan Weenix devient l’émule de son père, qui lui enseigne la peinture en même temps qu’à son cousin, Melchior D'Hondecoeter. Mais Jan Baptist Weenix, le père, devait mourir ruiné quelque temps après, vers 1660, alors qu’il devait avoir aux environs de la quarantaine. Jan Weenix devient membre de la guilde de Saint-Luc d’Utrecht en 1664, et le reste jusqu’en 1668. Il se marie en 1679 à Amsterdam avec Pieternella Bakkers – l’échevin note dans l’acte de mariage que le peintre avait alors environ 30 ans et qu’il résidait au bord du Keizersgracht, l’un des principaux canaux traversant Amsterdam. Le couple aura deux enfants : Jan, né en 1781, et Josina, née en 1785.
Weenix peint alors quelques portraits. À l’Amsterdams Historisch Museum se trouve une peinture de lui représentant la botaniste amateur Agnes Block dans son jardin au bord du Vecht à Utrecht. Il réalise aussi, en 1697, un portrait du tsar Pierre le Grand, lorsque celui-ci vint pour la première fois en visite à Zaandam et Amsterdam, pour y étudier la construction navale et celle des fortifications. 
À la fin du XVIIe siècle, Jan Weenix exécute cinq grandes toiles murales – sorte de papier peint – pour une maison privée située sur le Nieuwe Herengracht, près de l’Amirauté d’Amsterdam, où vivaient bon nombre de riches juifs séfarades. Ces peintures devaient connaître une histoire mouvementée. Le commanditaire était un marchand espagnol du nom de Jacob H. De Granada, propriétaire d’une plantation de canne à sucre au Suriname. À cause de la salle impressionnante à l’avant, avec vue sur un parc, cette bâtisse était en vogue auprès des amateurs d’art. Elle fut occupée par des Amstellodamois extrêmement riches et au sens esthétique développé, comme Hendrik Gravé, Isaac de Pinto, Samuel Iperusz Wiselius et F.J.M.A. Reekers, un homme politique catholique en vue. En 1921, les imposantes peintures furent vendues en sous-main par les sœurs clarisses, qui venaient de s’installer dans la maison, à William Randolph Hearst, et les œuvres vinrent décorer le château de ce dernier, situé sur la côte californienne. Par la suite, après la ruine de Hearst, les toiles furent dispersées un peu partout dans le monde : l’une d’elles se trouve à la National Gallery of Scotland à Édimbourg, deux à l’Hotel Carlyle à New York, et une autre, depuis 1953, à l’Allen Memorial Art Museum ; la dernière est quant à elle perdue.
De 1702 à 1712, Jan Weenix est actif à Dusseldorf pour le compte du prince-électeur du Palatinat Jean-Guillaume de Neubourg-Wittelsbach. Pour le pavillon de chasse de Bensberg près de Cologne, il exécute douze scènes de chasse gigantesques (345 × 562 cm), réparties sur trois salles. Tout porte à croire qu’une pension fut alors octroyée à l’artiste, en échange de laquelle il devait livrer chaque année une peinture pour la collection du prince-électeur et sa femme. Un certain nombre de ces œuvres sont aujourd’hui conservées à l’Alte Pinakothek de Munich.
À la fin de sa vie, Weenix vécut au bord de l’Amstel. Il est enterré le 19 septembre 1719 à la Nieuwezijds Kapel à Amsterdam.

## Œuvre

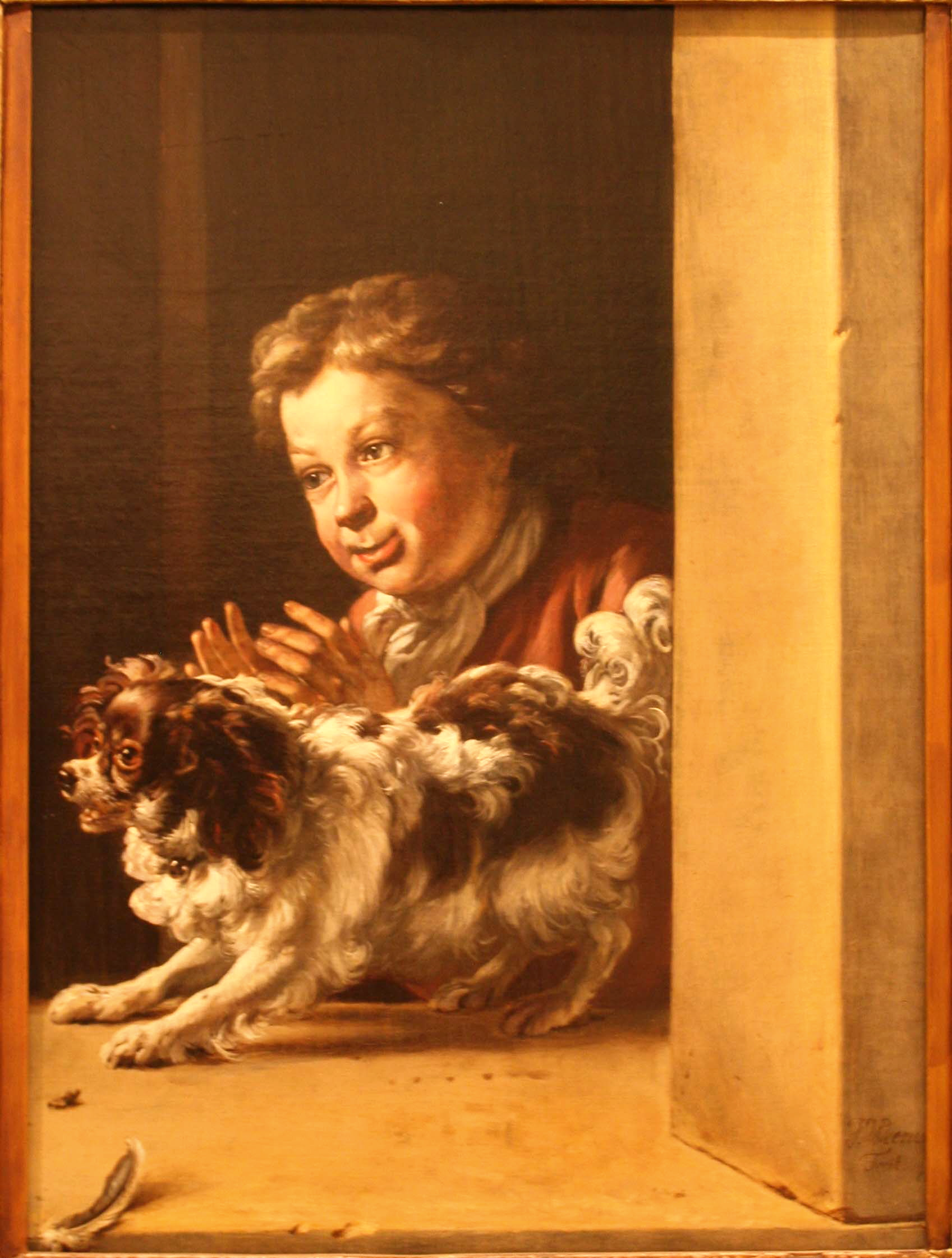
Enfant et chien dans une fenêtre en trompe-l'œil
musée Calvet
Avignon

Au début, Weenix, à la manière de son père, peignit des scènes de la campagna romaine, des vues portuaires, ainsi que des portraits. Par la suite, il réalisa des natures mortes de chasse avec du gibier mort (lièvres, chevreuils, sangliers, perdrix, etc.), parfois accompagnés de chasseurs et de chiens, et avec, à l’arrière-plan, des paysages détaillés. Son coup de pinceau est extrêmement délicat. La couleur est brillante et profonde.
De nombreuses toiles de Weenix font partie de collections privées de Grande-Bretagne. La National Gallery de Londres n'en possède qu'une seule, représentant du gibier et un chien. Des œuvres de Jan Weenix se trouvent à Amsterdam, La Haye, Haarlem, Rotterdam, Berlin et Paris. Le musée Calvet d'Avignon possède un tableau représentant un enfant avec un chien dans une fenêtre en trompe-l'œil. Un Weenix de dimension moyenne, Nature morte avec gibier, se trouve accroché dans la salle à manger de la propriété Filoli en Californie. Une Nature morte aux trophées de chasse figure parmi les collections de l’Auckland Art Gallery en Caroline du Nord. La Wallace Collection à Londres possède treize œuvres, exemplaires du style décoratif à la fin de sa carrière.
- Faisan et perdreaux gris dans un parc près d'une fontaine (1647), toile, 95 cm × 81,5 cm, Collection privée[5]
- Après la chasse (1665), huile sur toile, 44,7 × 34,5 cm, Alte Pinakothek, Munich
- Groupe sculpté dans un paysage italien (vers 1665), huile sur toile, 56 × 40 cm, musée des beaux-arts de Brest[6]
- Fleurs et fruits (1676), huile sur toile, 123 × 102 cm, Wallace Collection, Londres
- Le Paon blanc (1692), huile sur toile, 191 × 166 cm, Académie des beaux-arts de Vienne
- Gibier (1691-1696), huile sur toile, 90 × 101 cm, Wallace Collection, Londres
- Lièvre mort et nature morte (1692), huile sur toile, 80 × 63 cm, Wallace Collection, Londres
- Nature morte au paon et au chien ou Les Produits de la chasse (1696), huile sur toile, 144 × 187 cm, Musée du Louvre, Paris[7]
- Paysage avec un chasseur et du gibier (1697), Galerie nationale d'Écosse[8]
- Lièvre et faisant près d'une fontaine avec un chien (1699), huile sur toile, 157 × 209 cm, Wallace Collection, Londres
- Gibier et petits oiseaux (1695-1700), huile sur toile, 134 × 170 cm, Wallace Collection, Londres
- Fleurs sur une fontaine avec un paon (1700-1710), huile sur toile, 177 × 165 cm, Wallace Collection, Londres
- Paon, gibier et singe (1700-1710), huile sur toile, 187 × 165 cm, Wallace Collection, Londres
- Lièvre mort et perdreaux (1702 ?), huile sur toile, 87 × 70 cm, Wallace Collection, Londres
- Lièvre mort, fruits et singe (1704), huile sur toile, 120 × 165 cm, Wallace Collection, Londres
- Paon mort et gibier (1707), huile sur toile, 115 × 98 cm, Wallace Collection, Londres
- Gibier et épagneul (1710-15), huile sur toile, 148 × 126 cm, Wallace Collection, Londres
- Un Singe et un chien près de gibier mort (1714), toile, 172 × 160 cm, Rijksmuseum, Amsterdam
- Lièvre mort et chien (1717), huile sur toile, 124 × 107 cm, Wallace Collection, Londres
- Oie morte et paon (1718), huile sur toile, 174 × 121 cm, Wallace Collection, Londres

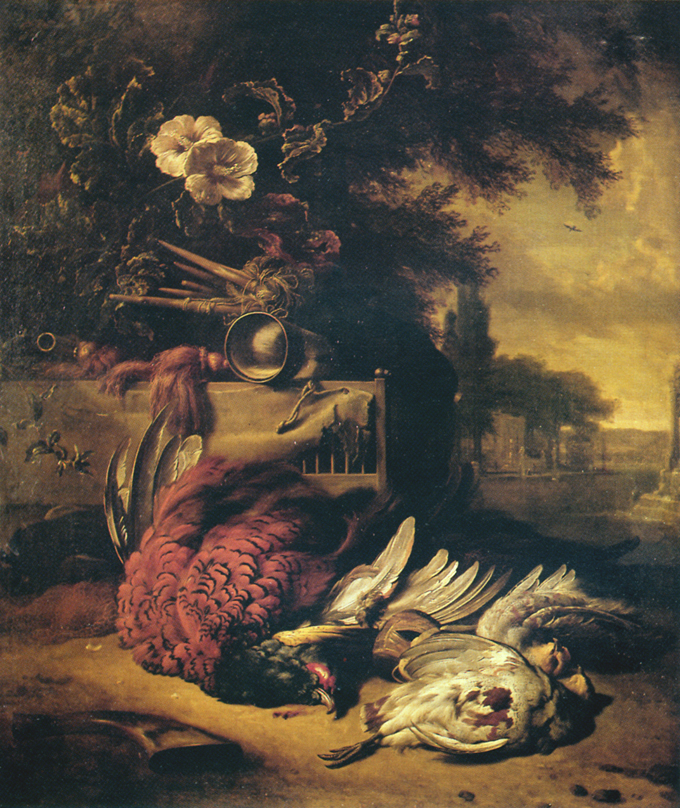
Faisan et perdreaux gris, 1647 Collection privée
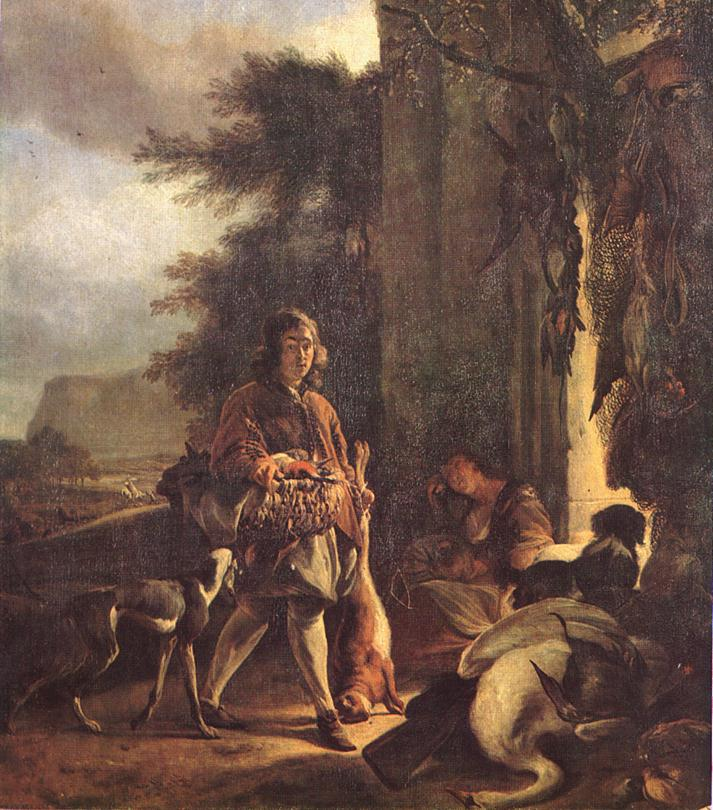
Après la chasse, 1665 Alte Pinakothek
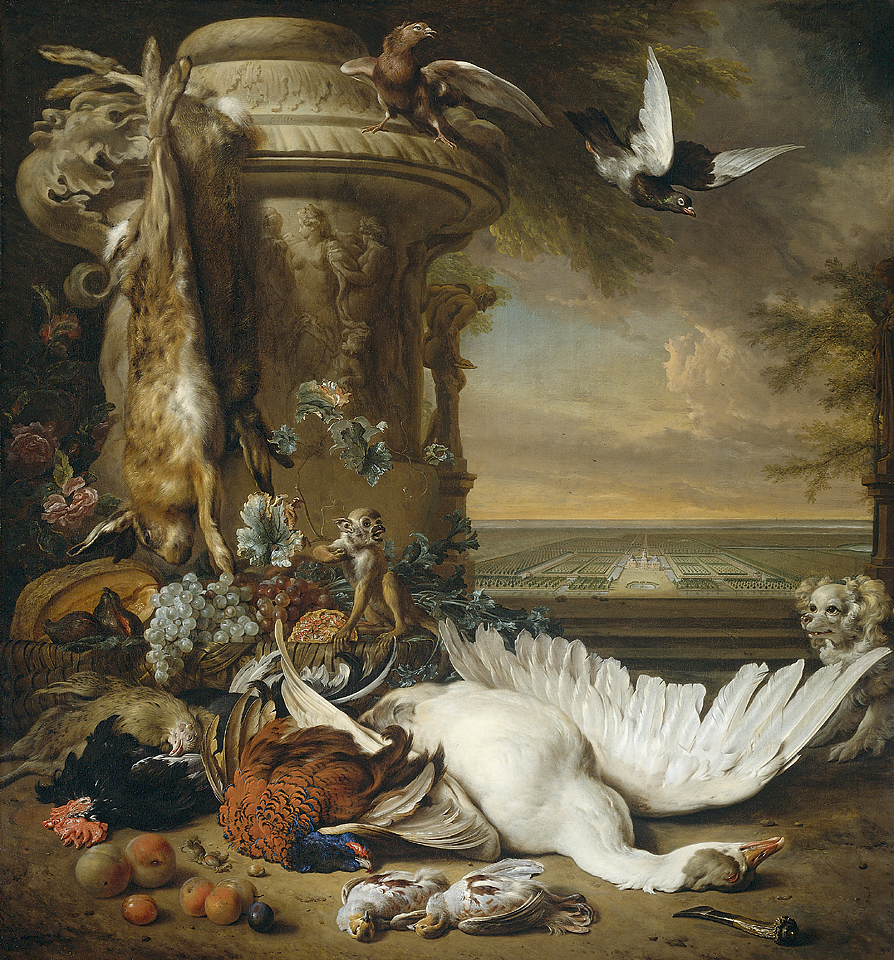
Un Singe et un chien, 1714 Rijksmuseum
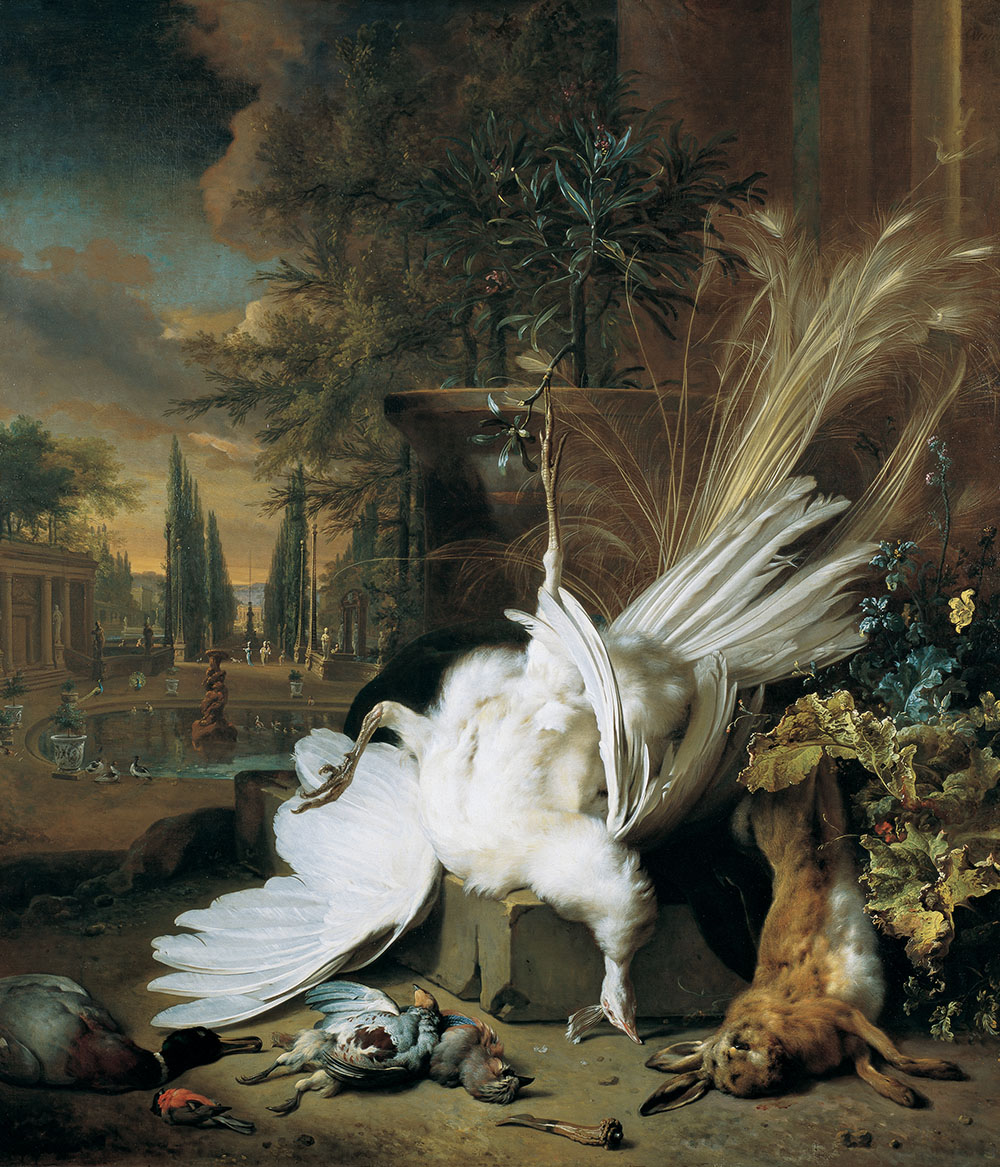
Le Paon blanc, 1692 Académie des beaux-arts de Vienne
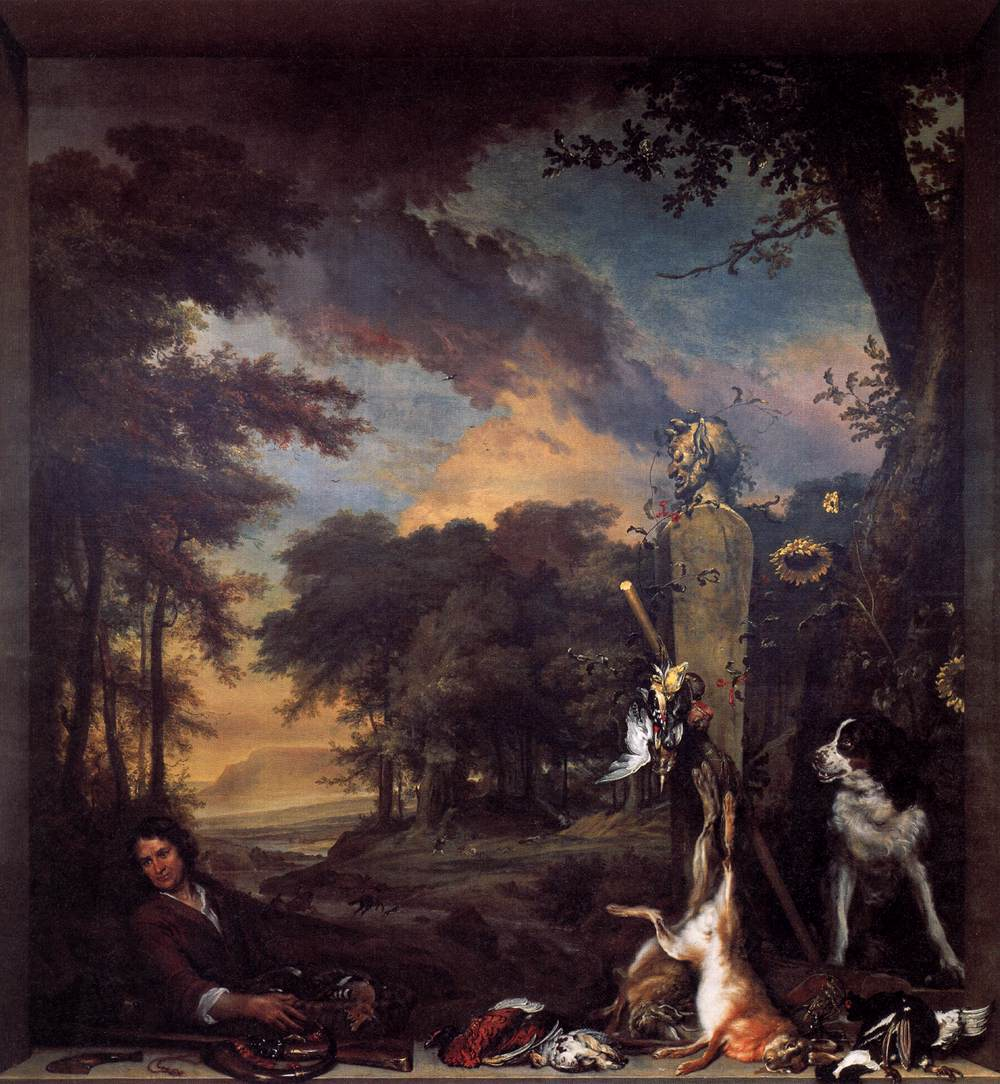
Chasseur et du gibier, 1697 Galerie nationale d'Écosse

### Listes des œuvres

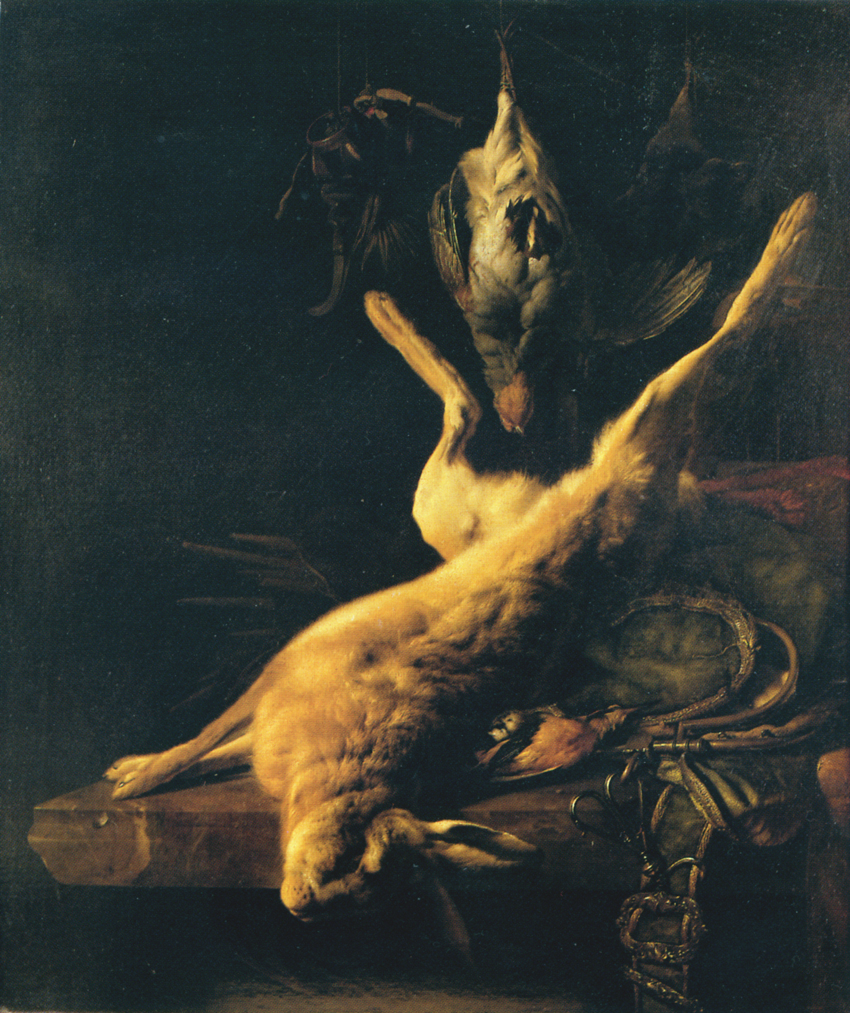
Nature morte aux trophées de chasse, au lièvre et au perdreau, toile, 103,5 cm × 88 cm, 1647.

- Nature morte de gibier avec un cygne, dans un paysage, National Gallery of Art, Washington